# Diospyros rumphii
Diospyros rumphii är en tvåhjärtbladig växtart som beskrevs av Bakh. Diospyros rumphii ingår i släktet Diospyros och familjen Ebenaceae. Inga underarter finns listade i Catalogue of Life.